# Baş Daşağıl
Baş Daşağıl è un comune dell'Azerbaigian situato nel distretto di Oğuz. Conta una popolazione di 1 157 abitanti.